# Manpoepoenjor-plateau

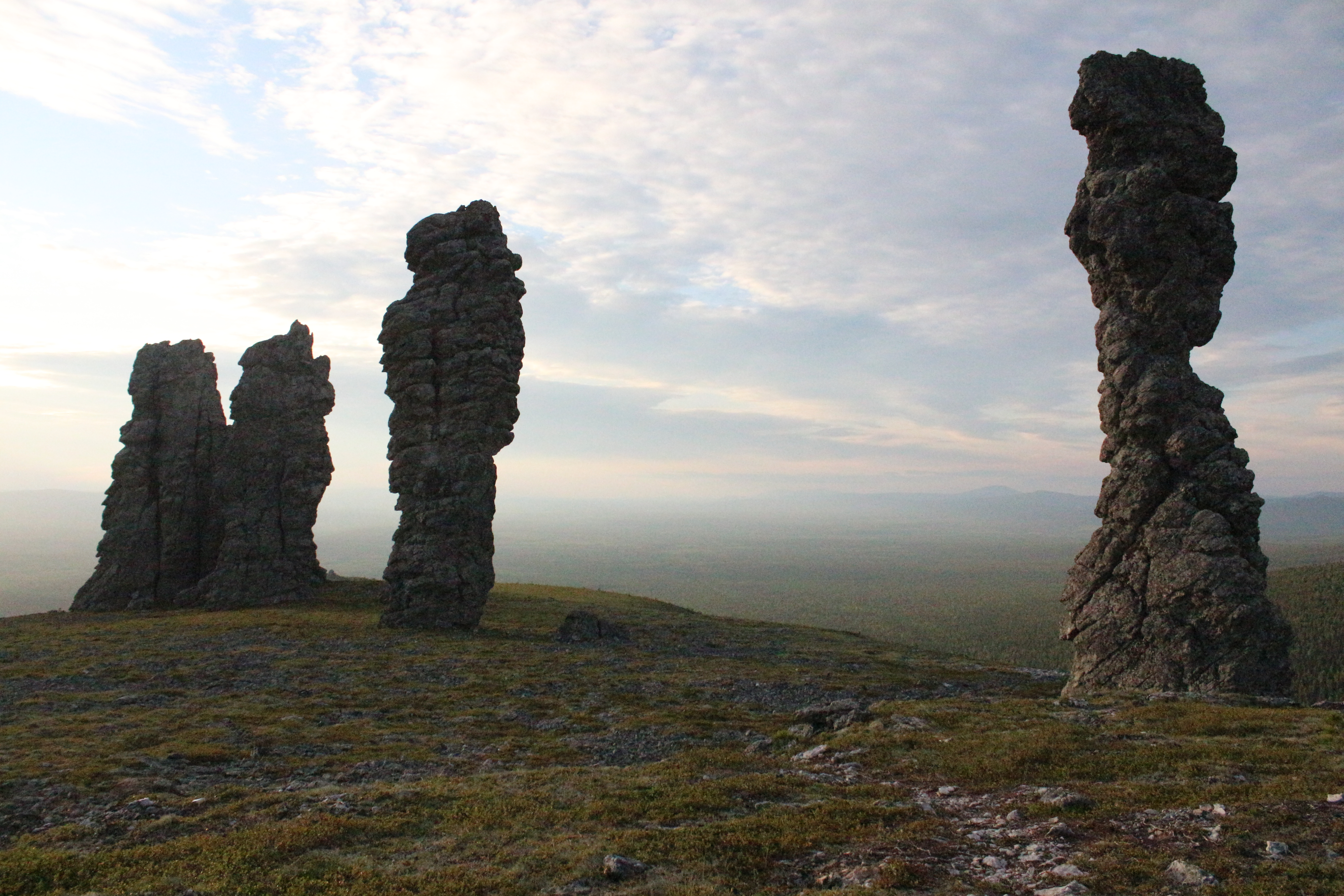
Manpoepoenjor-plateau

Het Manpoepoenjor-plateau of Man-Poepoe-njor-plateau (Russisch: Плато Маньпупунёр; Plato Manpoepoenjor, uit het Wogoels) is een bijzondere rotsformatie in de Manpoepoenjorrug, aan de westelijke rand van de Noordelijke Oeral in het uiterste zuidoosten van de Russische autonome republiek Komi aan de oostgrens van Europa. Er bevinden zich 7 steile 30 tot 42 meter hoge rotsen; de Zuilen van Verwering (Столбы выветривания of мансийские болваны; "Mansische godenbeelden"). Het plateau vormt onderdeel van de zapovednik Petsjoro-Ilytsjski, dat opgenomen is onder de UNESCO-werelderfgoedmonumentnaam 'Maagdelijke Komiwouden'.
Het plateau ligt zeer afgelegen en is erg moeilijk te bereiken omdat het zich in een strikt natuurreservaat bevindt, waardoor een grote omweg moet worden genomen om er te komen.

## Legende
De rotsen van Manpoepoenjor werden vroeger door de Mansen vereerd als heilige rotsgoden. Volgens een Mansische legende die nog altijd wordt verteld door Mansische rendierherders die rondtrekken in de regio, zijn het gigantische versteende soldaten die naar de Oerals trokken om de Mansen te onderwerpen. Toen ze de voor de Mansen heilige Jalpingnjor (Jalping-njor) zagen, zou hun sjamanenleider zijn trommel uit angst hiervoor weggegooid hebben, waardoor de ronde heuvel Kojpom (Mansisch voor "trommel") ten zuiden van de Manpoepoenjor zou zijn ontstaan. Zelf zouden de giganten zijn versteend van angst, waardoor de 7 rotsen zouden zijn ontstaan. Ook de lokale Komi en Russen hebben hun eigen legendes over de 7 rotsen.